# 여무자
여무자(일본어: 女武者 온나무샤[*]) 또는 여무예자(일본어: 女武芸者 온나부게이샤[*])는 일본의 여성 무사를 뜻한다. 지배 계급, 특히 무사 계급의 여성들은 가정을 지키기 위한 무기의 사용법을 익히는 경우가 많았다. 대표적인 여무예자들로는 한가쿠 고젠, 도모에 고젠, 나카노 다케코, 타치바나 긴치요 등이 있다.

## 같이 보기
- 히미코
- 쿠노이치
- 도요 (야마타이국)